# Kimberly Hebert Gregory
Kimberly Hebert Gregory (* 7. Dezember 1973 in Houston, Texas als Kimberly Hebert) ist eine US-amerikanische Schauspielerin, die vor allem durch ihre Rolle als Dr. Belinda Brown aus der HBO-Serie Vice Principals Bekanntheit erlangte.

## Leben und Karriere
Kimberly Hebert Gregory wurde als jüngstes von drei Kindern in der texanischen Metropole Houston geboren. Dort besuchte sie auch die High School for the Performing and Visual Arts. Bereits dort sammelte sie erste Bühnenerfahrungen, bevor sie am Mount Holyoke College zunächst ihren Bachelor in Psychologie erwarb. Während ihrer Zeit dort führten sie Bühnenauftritte etwa bis nach London und Hamburg. Später zog es sie nach Chicago, wo sie die DePaul University sowie die University of Chicago besuchte und diese mit einem Master in Sozialer Arbeit abschloss. In Chicago lernte sie auch ihren späteren Ehemann, dessen Nachname sie zusätzlich annahm, kennen. Gemeinsam sind sie Eltern eines Sohnes.
In Chicago stand Hebert Gregory auf den wichtigsten Bühnen der Stadt, ehe sie ihr Glück eine Zeit lang in New York City versuchte. So war sie ein Jahr lang Teil der Besetzung von Der König der Löwen, in welchem sie die Rolle der Hyäne Shenzi innehatte. Bis in die späten 1990er Jahre war sie dann wieder in Chicago aktiv. Ihre Leistungen brachten ihr etwa 1998 eine Nominierung für den Jeff Award ein. 2012 folgte eine Nominierung für den Drama Desk Award for Outstanding Featured Actress in a Play, die sie für ihre Darstellung in dem Stück By the Way, Meet Vera Stark von Lynn Nottage erhielt.
Seit 2007 ist Hebert Gregory auch in Film und Fernsehen aktiv, nachdem sie die Rolle einer Babysitterin im Film Ich glaub, ich lieb meine Frau übernahm. Weitere Filmrollen seitdem übernahm sie etwa in Red Hook Summer, White Alligator oder The Genesis of Lincoln. Häufiger ist sie jedoch in Gastrollen im US-Fernsehen zu sehen, darunter in Gossip Girl, Private Practice, Two and a Half Men, Shameless, Ich war’s nicht, The Big Bang Theory, Grey’s Anatomy, The Soul Man, Brooklyn Nine-Nine oder Better Call Saul.
2014 war sie als Lucinda Miller in einer Nebenrolle in der Serie Devious Maids – Schmutzige Geheimnisse zu sehen. Von 2016 bis 2017 spielte sie an der Seite von Danny McBride und Walton Goggins als Dr. Belinda Brown eine der Hauptrollen in der HBO-Serie Vice Principals. Im September 2016 bezeichnete das Magazin The Wrap Hebert Gregory zum Breakout Star der Serie. Von 2017 bis 2018 sie zudem als Yvette in der ABC-Serie Kevin (Probably) Saves the World zu sehen.

## Filmografie (Auswahl)
- 2007: Ich glaub, ich lieb meine Frau (I Think I Love My Wife)
- 2007: The Black Donnellys (Fernsehserie, Episode 1x09)
- 2007: Gossip Girl (Fernsehserie, Episode 1x01)
- 2008: New Amsterdam (Fernsehserie, Episode 1x02)
- 2010: Law & Order (Fernsehserie, Episode 20x23)
- 2012: Red Hook Summer
- 2012: White Alligator
- 2013: Private Practice (Fernsehserie, Episode 6x11)
- 2013: Two and a Half Men (Fernsehserie, Episode 11x03)
- 2014: Shameless (Fernsehserie, Episode 4x02)
- 2014: Ich war’s nicht (I Didn’t Do It, Fernsehserie, Episode 1x04)
- 2014: The Big Bang Theory (Fernsehserie, Episode 7x21)
- 2014: Devious Maids – Schmutzige Geheimnisse (Devious Maids, Fernsehserie, 5 Episoden)
- 2014: Grey’s Anatomy (Fernsehserie, Episode 11x08)
- 2014: Do It Yourself (Fernsehfilm)
- 2015: The Soul Man (Fernsehserie, Episode 4x05)
- 2015: Stanistan (Fernsehfilm)
- 2016: Baby Daddy (Fernsehserie, Episode 5x07)
- 2016–2017: Vice Principals (Fernsehserie, 11 Episoden)
- 2017: Brooklyn Nine-Nine (Fernsehserie, 2 Episoden)
- 2017: Unit Zero (Fernsehfilm)
- 2017: Better Call Saul (Fernsehserie, 2 Episoden)
- 2017: The Guest Book (Fernsehserie, Episode 1x05)
- 2017–2018: Kevin (Probably) Saves the World (Fernsehserie, 16 Episoden)
- 2018: The Act (Fernsehserie, Episode 1x06)
- 2018–2025: Craig of the Creek (Fernsehserie, Stimme)
- 2019: Drei Schritte zu Dir (Five Feet Apart)
- 2019: The Chi (Fernsehserie, 2 Episoden)
- 2019: Miss Virginia
- 2019: Dollface (Fernsehserie, Episode 1x04)
- 2019: Stumptown (Fernsehserie, Episode 1x07)
- 2020: Medical Police (Fernsehserie, 3 Episoden)
- 2020: John Henry
- 2020: Future Man (Fernsehserie, 3 Episoden)
- 2023: Barry (Fernsehserie, Episode 4x8)
- 2023: Craig Before the Creek (Stimme)